# 中華人民共和國—帕勞關係
中華人民共和國—帕勞關係是指中華人民共和國與帕勞共和國的外交關係。兩國目前並無外交關係，帛琉自1999年起與中華民國建交。对帕劳的相关事务由中国驻密克罗尼西亚联邦大使馆兼辖。

## 历史
帕劳在1999年与中华民国政府建交前，曾与中华人民共和国政府保持友好关系。1989年1月26日，中国驻洛杉矶总领事马毓真应帕劳政府邀请，在科罗尔参加新总统恩基拉特凯尔·埃特皮森就职典礼。
1990年，中国代表多次在联合国相关会议上表态支持帕劳行使民族自决权利。
1991年3月，帕劳总统恩基拉特凯尔·埃特皮森应中国人民外交学会邀请访问中国一周，到访北京、上海和广州，帕劳众议院议长西罗·基育塔和参议院政党领袖彼得·苏吉亚马随行。访华期间，中国国家主席杨尚昆和中国人民外交学会会长韩念龙先后会见帕劳总统。
1994年3月，帕劳国会代表团访问中国，中国全国人大常委会委员长乔石和国务院副总理李岚清先后会见了国会代表团。9月30日，中共中央总书记、中国国家主席江泽民致电帕劳总统中村邦夫，祝贺帕劳独立，并宣布中国政府决定承认帕劳政府。10月1日，帕劳正式独立，中国政府代表吕凤鼎大使应邀出席独立庆典活动，并分别会见帕劳总统、副总统和参众两院议长。中村邦夫总统表示，帕劳将奉行“一个中国”政策，致力于与中华人民共和国发展友好关系。
1997年1月，中国政府代表陈永成大使应邀出席中村邦夫总统就职典礼，中村邦夫总统会见陈永成时表示，帕劳愿意同中国发展友好合作关系。2月，帕劳国务部长安德烈斯·尤赫贝劳就中国前领导人邓小平去世致唁电。5月，帕劳总统中村邦夫来华进行非正式访问。访问期间，中共中央总书记兼国家主席江泽民、全国人大常委会委员长乔石和国务院副总理兼外交部长钱其琛分别会见帕劳总统，并签署了两国经济合作协议。7月，帕劳总统中村邦夫致电祝贺中国恢复对香港行使主权。
帛琉總統在2015年2月下令4月起減少中國飛往帛琉航班，他表示這麼做的目的是為帛琉的未來負責，緩解中國旅客的龐大壓力。
2020年6月30日，在联合国人权理事会第44次会议上，帕劳参与英美等27国联合声明，反对中华人民共和国全国人民代表大会常务委员会通过《中华人民共和国香港特别行政区维护国家安全法》。
2023年6月，帕勞總統表示，中國船隻近期多次進入帛琉專屬經濟區，他已要求美國軍隊加強在該水域巡邏。

## 安置“东突”组织成员
2009年10月，美国将艾德尔·努里、Ahmad Tourson、Abdul Ghappar、Abdul Rahman、Dawut Abdurehim、Anwar Hassan和Edham Mamet等7名维吾尔族人安置在帕劳。中国明确表示反对此行为。此后艾德尔·努里前往土耳其定居。